# Вильчинская, Стефания
Стефа́ния Вильчи́нская (пол. Stefania Wilczyńska; 26 мая 1886, Варшава, Российская империя — 6 августа 1942, Треблинка) — воспитательница и педагог, коллега и соратница Януша Корчака, разделившая с ним и детьми из Дома сирот гибель в газовой камере.

## Биография
Стефания Вильчинская родилась в польской семье еврейского происхождения. Отец — текстильный фабрикант Юлиан (Исаак) Вильчинский (пол. Izaak Wilczyński; ?—1911); мать — Саломея Вальфиш (пол. Salomea Walfisz; ?—1929). Окончила частную школу Ядвиги Сикорской (пол. Jadwiga Sikorska) в Варшаве, затем факультет естественных наук Льежского университета в Бельгии, в 1906 году изучала естественные науки в Женевском университете в Швейцарии.
Вернувшись в Варшаву, работала волонтёром в приюте для еврейских сирот. Находившийся в обветшалом здании церкви приют пребывал в заброшенном состоянии, Вильчинская наладила его работу и вскоре была назначена на руководящую должность. Там в 1909 году познакомилась с Янушем Корчаком, сотрудничество с которым с перерывами продолжалась вплоть до смерти обоих в Треблинке.
|  |
|  |

Вместе с Корчаком основала и вела Дом сирот для еврейских детей в Варшаве (1912—1942) на Крохмальной улице, 92, где применялись новаторские педагогические методики, воспитывающие в детях чувство собственного достоинства. Дом сирот был организован по модели государства, управляемого детьми — в нём была своя «конституция», существовали выборный детский парламент, товарищеский суд и судебный совет.
По воспоминаниям одного из бывших воспитанников, организация Дома сирот работала с чёткостью механизма швейцарских часов. По свидетельству биографа Корчака Бетти Джин Лифтон, «почти для всех сирот Стефа была „сердцем, мозгом, сиделкой, матерью“». Дети называли её «пани Стефа».
Стефания Вильчинская руководила домом в отсутствии Корчака во время Первой мировой войны и во время его путешествия в Палестину в 1934 и 1936 годах. Думая о переселении на Ближний Восток, в 1935 году Вильчинская также ездила в Палестину, жила в кибуце Эйн-Харод, но перед войной вернулась в Польшу.
После начала немецкой оккупации, в 1940 году Дом сирот был переведён в гетто. Друзья предлагали Вильчинской бежать из Польши, но она отказалась и осталась с Корчаком и детьми.
Летом 1942 года было принято решение о депортации Дома сирот в лагерь смерти. Утром 6 августа в Доме раздалась команда « Alle Juden raus!». Сотрудники могли покинуть приют, но решили остаться с детьми до конца. Дети построились в колонны по четверо и в сопровождении воспитателей и окружении фашистской охраны пошли на Умшлагплац, откуда их в товарных вагонах отправили в Треблинку. Первый отряд вёл Януш Корчак, второй — Стефания Вильчинская.
По воспоминаниям очевидца, секретаря еврейской общины в Варшаве Наума Ремба, в отличие от толпы кричащих людей, загоняемых нацистами в поезда, приютские дети шли «со спокойным достоинством»:

Это было похоже не на погрузку в товарные вагоны, а на марш молчаливого протеста против режима убийц… Такой процессии ещё не видели человеческие глаза.
Оригинальный текст (англ.) This was no march to the train cars, but rather a mute protest against this murderous regime… A procession the like of which no human eye has ever witnessed.
— Лифтон, 2004, 2004, гл. 37: Последний марш…

## Память и награды

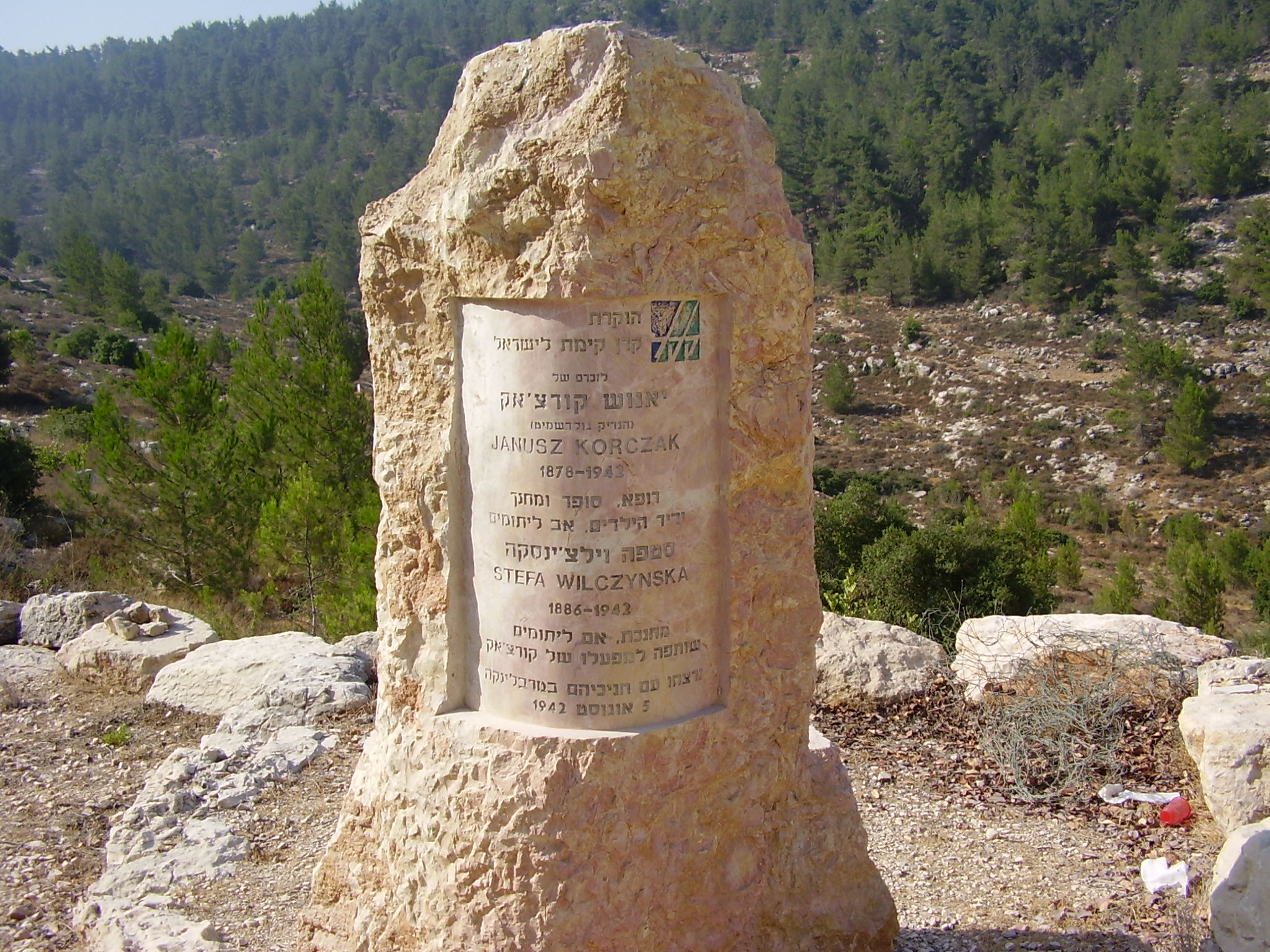
Мемориал Янушу Корчаку и Стефании Вильчинской на Горе ветра под Иерусалимом

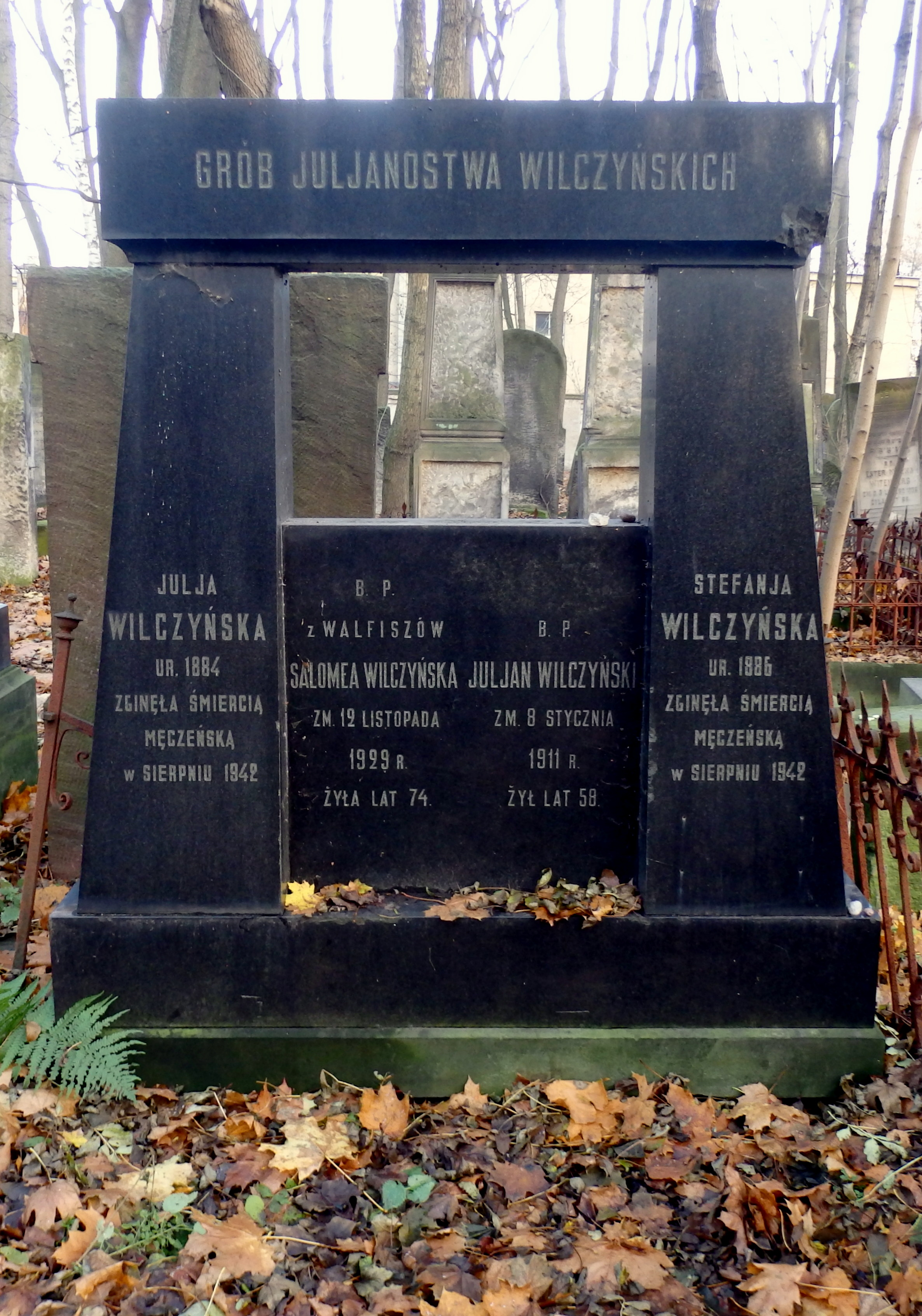
Символическая могила Стефании Вильчинской на Еврейском кладбище в Варшаве

Символическая могила Стефании Вильчинской находится на месте захоронения её родителей, на варшавском Еврейском кладбище (уч. 64, ряд 1). Мемориал Янушу Корчаку и Стефании Вильчинской установлен на Горе ветра под Иерусалимом.
В 1947 году Стефания Вильчинская посмертно награждена серебряным Крестом Заслуги.
В 2004 году в Варшаве посмертно издана книга Стефании Вильчинской «Слово детям и педагогам».
В мае 2013 года группа польских общественных деятелей выступила с обращением о присвоении имени Стефании Вильчинской аллее рядом с Музеем истории польских евреев в Варшаве.
В 2015 году в Польше издано несколько книг, посвящённых истории жизни Стефании Вильчинской.

### Комментарии
1. ↑  На улицу Прохладную[пол.], 33, затем дом 16/9 на углу Сенной (пол. Sienną) и Скользкой (пол. Śliską) улиц.
2. ↑  Согласно сделанной гитлеровцами перекличке, в приюте на тот момент находились 192 ребёнка и 10 сотрудников[9].
3. ↑  С детьми 9—12 лет[9].

### Сноски
1. 1 2  Veerman, 1990, p. 8.
2. ↑  Лифтон Б.-Дж. Гл. 8: Решение // Король детей: Жизнь и смерть Януша Корчака = Lifton B.-J. The king of children: The Life and Death of Janusz Korczak / пер. с англ. И. Гуровой и В. Генкина. — М.: Текст, 2004. — 400 с. — ISBN 5-7516-0479-2. Архивировано 27 января 2016 года.
3. 1 2 3 4  Ковалевич П. Корчак и его дети. Jewish.ru (8 августа 2011). — Глобальный еврейский on-line центр. Дата обращения: 6 января 2016. Архивировано из оригинала 25 января 2016 года.
4. 1 2  Чабан М. Януш Корчак, старый доктор (Эрш Хенрик Гольдшмит) // Еврейская старина : альманах. — 2014. — № 2 (81). Архивировано 11 октября 2015 года.
5. 1 2 3 4  Veerman, 1990, p. 15.
6. ↑  Лифтон Б.-Дж. Гл. 18: Пани Стефа // Король детей: Жизнь и смерть Януша Корчака = Lifton B.-J. The king of children: The Life and Death of Janusz Korczak / пер. с англ. И. Гуровой и В. Генкина. — М.: Текст, 2004. — 400 с. — ISBN 5-7516-0479-2. Архивировано 27 января 2016 года.
7. ↑  Лифтон, гл. 18: Пани Стефа, 2004: «Как-то утром в 1928 году, когда Стефе шёл сорок второй год, она поднялась с постели, совершила свой туалет, надела чёрное платье с белым воротничком и манжетами, спустилась к доске объявлений и повесила записку: «С этого дня меня следует называть „пани Стефа“. Неприлично, чтобы женщину с таким числом детей, как у меня, называли „панна“»».
8. ↑  Макеев С. Моськи, Юзьки и Януш Корчак // Совершенно секретно. — М., 2006. — Вып. 1 мая, № 5 (204). Архивировано 4 марта 2016 года.
9. 1 2  Лифтон, гл. 37: Последний марш…, 2004
10. ↑  Лифтон Б.-Дж. Гл. 37: Последний марш. Шестое августа 1942 // Король детей: Жизнь и смерть Януша Корчака = Lifton B.-J. The king of children: The Life and Death of Janusz Korczak / пер. с англ. И. Гуровой и В. Генкина. — М.: Текст, 2004. — 400 с. — ISBN 5-7516-0479-2. Архивировано 27 января 2016 года.
11. ↑  Wyniki wyszukiwania (пол.). — Symboliczny grób Stefanii Wilczyńskiej w bazie danych Cmentarza Żydowskiego przy ul. Okopowej w Warszawie. Дата обращения: 6 января 2016. Архивировано 31 мая 2016 года.
12. ↑  M.P. 1947 nr 103 poz. 685 (пол.). ISAP. Kancelaria Sejmu RP. — Postanowienie o odznaczeniu z dnia 20 czerwca 1947 r. za wybitne zasługi na polu opieki nad dzieckiem. Дата обращения: 6 января 2016. Архивировано 7 марта 2016 года.
13. ↑  Wilczyńska St. Słowo do dzieci i wychowawców = Слово детям и педагогам / Stefania Wilczyńska ; wybór i oprac. B. Puszkin, M. Ciesielska. — Warszawa: Ośrodek Dokumentacji i Badań Korczakianum; Muzeum Historyczne m.st. Warszawy, 2004. — 262 p. — (Z Kręgu Korczaka. Tematy, Ludzie, Dokumenty). — ISBN 9788388477157.
14. ↑  Czy Warszawa uhonoruje Stefanię Wilczyńską? (пол.). Izrael.org.il (май 2013). Дата обращения: 9 января 2016. Архивировано из оригинала 9 января 2016 года.
15. ↑  Kicińska, 2015.
16. ↑  Einat, 2015.
17. ↑  Бурек Я. Вышла в свет книга о Стефании Вильчинской. Виртуальный Штетл (23 марта 2015). Дата обращения: 9 января 2016. Архивировано из оригинала 5 марта 2016 года.